# Coppa delle Nazioni 1935
La Coppa delle Nazioni 1935 fu una manifestazione in cui vennero disputate la 14ª e 15ª edizione della Coppa delle Nazioni di hockey su pista; la manifestazione ebbe luogo in Svizzera nella città di Montreux dal 20 al 21 aprile 1935 e fu organizzata dal Montreux Hockey Club.
Eccezionalmente vennero disputati due tornei con le medesime quattro squadre. Il primo torneo fu vinto dalla nazionale juniores dell'Italia per la 1ª volta nella sua storia mentre il secondo torneo fu vinto per la 4ª volta dal Montreux Hockey Club.

## Squadre partecipanti
- Italia Juniores
- DLF Trieste
- Lione
- Montreux

## Primo torneo

### Risultati
|                 | LYO | DLF | MON | Italia Juniores |
| --------------- | --- | --- | --- | --------------- |
| Lione           |     | 4-8 | 2-6 | 0-4             |
| DLF Trieste     |     |     | 1-4 | 1-2             |
| Montreux        |     |     |     | 3-4             |
| Italia Juniores |     |     |     |                 |

### Classifica
|    | Squadra         | PT | G | V | N | P | GF | GS | Diff. |
| -- | --------------- | -- | - | - | - | - | -- | -- | ----- |
| 1. | Italia Juniores | 6  | 3 | 3 | 0 | 0 | 10 | 4  | +6    |
| 2. | Montreux        | 4  | 3 | 2 | 0 | 1 | 13 | 7  | +6    |
| 3. | DLF Trieste     | 2  | 3 | 1 | 0 | 2 | 10 | 10 | 0     |
| 4. | Lione           | 0  | 3 | 0 | 0 | 3 | 6  | 18 | -12   |

### Campioni
| Vincitore Coppa delle Nazioni 1935 - 1º torneo |
| ---------------------------------------------- |
| Italia Juniores 1º titolo                      |

## Secondo torneo

### Risultati
Semifinali
| Montreux 21 aprile 1921 | DLF Trieste | 2 (4) – 2 (3) | Italia Juniores |  |

| Montreux 21 aprile 1921 | Montreux | 9 – 2 | Lione |  |

Finale
| Montreux 21 aprile 1921 | DLF Trieste | 2 – 5 | Montreux |  |

### Campioni
| Vincitore Coppa delle Nazioni 1935 - 2º torneo |
| ---------------------------------------------- |
| Montreux Hockey Club 4º titolo                 |